# Andrew Sheridan
Pour les articles homonymes, voir Sheridan.

a Compétitions nationales et continentales officielles uniquement.

b Matchs officiels uniquement.
Dernière mise à jour le 16 septembre 2022.
Andrew (Andy) John Sheridan, né le 1er novembre 1979 à Bromley (Angleterre), est un joueur de rugby à XV anglais. Il jouait en équipe d'Angleterre et évoluait au poste de pilier gauche au sein de l'effectif du Rugby club toulonnais.
Il est connu pour sa puissance et sa technique en mêlée fermée, il est considéré à ce jour comme l'un des meilleurs piliers de l'hémisphère nord, voire du monde.

## Carrière
Né le 1er novembre 1979 à Bromley, Sheridan commence le rugby à neuf ans avec les Old Elthamians. Il rejoint l'équipe de l'Université de Dulwich quelques années plus tard. Evoluant alors au poste de seconde ligne, il est sélectionné avec les équipes d'Angleterre -16ans et -18ans. Il rejoint le club de Richmond F.C en 1998 et honore sa première cape avec l'équipe d'Angleterre des -21ans.
En 1999, Andrew Sheridan signe aux Bristol Shoguns. Il est repositionné au poste de pilier gauche. Lorsque son équipe est reléguée en 2003, il décide de rejoindre les Sale Sharks. Il remporte la Coupe d'Angleterre en 2004 puis le Challenge Européen en 2005. Un an plus tard, une blessure l'empêche de participer à la finale du championnat d'Angleterre de rugby qui voit Sale s'imposer pour la première fois de son histoire.
Andrew Sheridan est sélectionné pour la première fois avec l'équipe d'Angleterre en 2004 lors d'un test contre le Canada. En 2007, il participe à la Coupe du monde. Titularisé à 7 reprises, il est même sacré « Homme du match » lors du quart de finale contre l'Australie. Il joue les 80 minutes de la finale perdue contre l'Afrique du Sud. Lors de la coupe du monde de 2011, il n'est utilisé qu'une seule fois par le sélectionneur anglais.

« Il est très fort physiquement sur les phases statiques, peut-être un peu moins techniquement. Il est aussi très présent sur les regroupements et fait énormément de pick and go. »

— Lionel Faure, La menace Sheridan sur rugbyrama.fr
Il est contraint de mettre un terme à sa carrière de joueur en septembre 2014, après avoir subi plusieurs blessures aux cervicales.

### En club
- 1998-1999 : Richmond Football Club  Angleterre
- 1999-2003 : Bristol Rugby  Angleterre
- 2003-2012 : Sale Sharks  Angleterre
- 2012-2014 : RC Toulon  France

### En équipe nationale
Il a honoré sa première cape internationale en équipe d'Angleterre le 13 novembre 2004 contre l'équipe du Canada. Auparavant il avait effectué quatre matchs avec l’équipe d'Angleterre A.

## Palmarès

### En club
- Champion d'Angleterre : 2006
- Vainqueur du challenge européen : 2005
- Vainqueur de la Coupe d'Angleterre : 2004
- Vainqueur du trophée des champions : 2006
- Vainqueur de la Coupe d'Europe : 2013 et 2014
- Vainqueur du championnat de France Top 14 : 2014

### En équipe nationale
- 40 sélections en équipe d'Angleterre entre 2004 et 2011
- Sélections par année : 1 en 2004, 3 en 2005, 7 en 2006, 9 en 2007, 7 en 2008, 5 en 2009, 4 en 2010 et 4 en 2011
- Tournoi des Six Nations disputé : 2006, 2008, 2009, 2011
- Équipe d'Angleterre A
- Équipe d'Angleterre -21 ans
- Équipe d'Angleterre -18 ans
- Équipe d'Angleterre -16 ans

En Coupe du monde :
- 2007 : vice-champion du monde, 7 sélections en tant que titulaire (États-Unis, Afrique du Sud, Samoa, Tonga, Australie, France, Afrique du Sud)
- 2007 : quart de finaliste, 1 sélection en tant que titulaire (Argentine)